# Karolína Hesensko-Rotenburská
Karolína Hesensko-Rotenburská (18. srpna 1714, Rotenburg an der Fulda – 14. června 1741, Paříž) byla sňatkem s Louisem Henrim, vévodou z Bourbonu, kněžnou z Condé.

## Původ a rodina
Karolína se narodila v Rotenburg an der Fulda v německém Hesensku jako dcera lankraběte Arnošta Leopolda Hesensko-Rotenburského, hlavy římskokatolické větve rodu Hesenských, a jeho manželky Eleonory z Löwenstein-Wertheim. Měla devět sourozenců, jednou z jejích starších sester byla sardinská královna Polyxena.

## Manželství

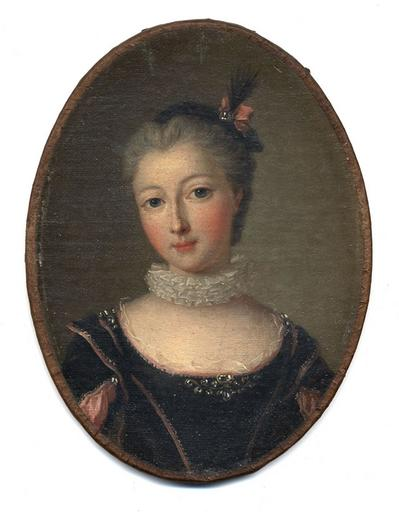
Karolína Hesensko-Rotenburská od neznámého umělce.

24. července 1728 se v necelých čtrnácti letech ve francouzském městě Sarry provdala za o na den přesně dvaadvacet let staršího francouzského vévodu Louise Henriho de Bourbon-Condé. Louis Henri byl již osm let vdovcem, francouzským princem královské krve a hlavou rodu Condé, vedlejší větve vládnoucího rodu Bourbonů. Přes svou matku, legitimizovanou královu dceru, byl vnukem francouzského krále Ludvíka XIV. V roce 1728 již neviděl na jedno oko a ztratil svou atraktivní štíhlost, kterou mu v mládí poskytovala jeho výška. Po sňatku byla Karolína u dvora známá jako Madame la Duchesse.
Předchozí kněžnou z Condé byla Marie Anna Bourbonská, která zemřela osm let před Karolíniným sňatkem s Louisem Henrim. Karolína byla údajně krásná a byla zařazena na seznam možných manželek pro francouzského krále Ludvíka XV., nebyla však vybrána kvůli své špatné povaze. Když byl její manžel v roce 1725 vykázán na své panství, byla Madame la Duchesse povinna odejít s ním na zámek Chantilly, dokud nebyl Monsieur le Duc omilostněn a páru bylo v roce 1730 umožněno vrátit se ke královskému dvoru, kde žili tiše v Hôtel de Condé. Páru se v osmém roce manželství narodilo jejich jediné dítě: syn Ludvík Josef.
Její manžel zemřel 27. ledna 1740 na zámku Chantilly; 2. června 1740 se v Hôtel de Condé narodil budoucí markýz de Sade, syn Karolíniny dvorní dámy. Karolína zemřela o rok později, 14. června 1741 ve věku 26 let v Paříži. Pohřbena byla v karmelitánském klášteře na předměstí Saint-Jacques v Paříži.

## Odkaz
V roce 1745 se její neteř Viktorie Hesensko-Rotenburská provdala za knížete Charlese de Rohan-Soubise, hlavu mladší větve rodu Rohanů a otce Šarloty de Rohan, která se také provdala za knížete z Condé, a to Karolínina syna.
V roce 1767 přijela jedna z jejích neteří, Marie Tereza Luisa Savojská, do Francie, aby se provdala za mladého Ludvíka Alexandra Bourbona. Jako princesse de Lamballe se stala blízkou přítelkyní Marie Antoinetty a během zářijových masakrů byla v roce 1792 zavražděna revolučním davem.

## Potomci
- Ludvík Josef Bourbon-Condé (9. srpna 1736 – 13. května 1818), od roku 1740 do své smrti kníže z Condé,
⚭ 1753 Šarlota de Rohan (7. října 1737 – 4. března 1760)
⚭ 1798 Marie Kateřina Brignole (7. října 1737 – 18. března 1813)